# Alexander Søderlund
Alexander Toft Søderlund, född 3 augusti 1987, är en norsk fotbollsspelare som spelar för Vard Haugesund. Han har även representerat Norges landslag.

## Karriär
I februari 2020 värvades Søderlund av BK Häcken, där han skrev på ett tvåårskontrakt. I januari 2021 värvades Søderlund av turkiska Çaykur Rizespor. Den 1 augusti 2021 återvände Søderlund till Norge och skrev på ett 2,5-årskontrakt med Haugesund. I februari 2024 blev han klar för en återkomst i Vard Haugesund.